# 中津電気
中津電気株式会社（なかつでんき かぶしきかいしゃ）は、明治末期から昭和戦前期にかけて存在した日本の電力会社である。岐阜県東濃地方で営業した小規模事業者の一つ。
現在の中津川市にて1906年（明治39年）に創業した「中津川電力社」が前身。これを株式会社とする形で中津電気は1908年（明治41年）に発足した。1916年（大正5年）から1923年（大正12年）にかけて都市ガス事業も兼営して中津電気瓦斯株式会社（なかつでんきガス）と称する。1938年（昭和13年）、東濃地方の事業統合に伴い中部合同電気へと事業を譲渡して解散した。

## 歴史
岐阜県東濃地方の東部に位置する恵那郡中津町（現・中津川市）における電気事業起業に向けた動きは1900年（明治33年）に始まった。発起人は地元の間鷲郎・酒井一平らで、土木技師を招き水力発電所の水路測量まで進めるが、当時の中津町の状況では利益を挙げられないと判断され、計画は一旦中断となった。その後1905年（明治38年）になり、愛知県岡崎市の電力会社岡崎電灯（1897年開業）を創業した近藤重三郎らが中津町を訪れ、電気事業の起業を勧誘した。これを契機に近藤らと共同で起業の動きが再開され、同年8月に着工へと至る。逓信省の資料によると、11月29日付で電気事業経営許可も得た。
翌1906年（明治39年）4月11日、「中津川電力社」として中津町の電気事業は開業した。同社は資本金2万円の合資会社であり、勝野又三郎（製糸業「信勝社」経営）・間鷲郎・間由吉の3名がその経営にあたった。電源の水力発電所は木曽川支流の中津川を利用するもので、市街地近くに立地する。開業2年後の1908年（明治41年）4月15日、資本金3万円にて中津電気株式会社が中津町に設立され、4月中に中津川電力社の事業を譲り受けた。新会社の取締役は勝野又三郎・間由吉・酒井一平の3名で、監査役には岡崎電灯の田中功平も名を連ねる。株式会社改組直後（9月末時点）の供給成績は電灯1638灯・電動機7台（主として精米用）であった。翌1909年（明治42年）5月には最初の増資が実施され、資本金は5万円となった。
1915年の段階でも中津電気の供給区域は中津町内に限られていたが、翌1916年（大正5年）より東に接する恵那郡落合村への供給を始めた。逓信省の資料によると、同年時点で木曽川北側にあたる苗木町へも供給しているのが確認できる。さらに翌1917年時点では中津町の西隣坂本村も供給区域に含んでいる。ただし落合村での供給については1925年（大正14年）4月になって村営に移管され、中津電気の供給区域からは外された。
中津町においては、1912年（大正元年）9月5日付でガス会社・中津瓦斯株式会社が設立された。資本金は5万円で、中津電気と同じく酒井・勝野・間の3名が取締役を務める。同社は中津川駅北側にガス工場を建設し、ここを起点に市街地のほぼ全域にガス管を埋設して1913年（大正2年）4月25日より都市ガス供給を開始した。しかし薪炭の入手が容易な土地柄ガスの需要は多くなく、ガス灯と熱利用を合わせても需要家は300戸程度であった。3年後の1916年11月15日、中津電気は中津瓦斯（前日付で1万円へ減資）を合併、会社の目的にガス事業を追加して社名も中津電気瓦斯株式会社へと改めた。こうして電気・ガス兼営が始まるが、長く続かず翌1917年（大正6年）中に原料石炭価格高騰のためガス事業は廃業された。ガス廃業に際し、ガス需要家からはガス器具売却代金をもって電力量計（メーター）を購入し従量灯を無料取付するよう要望がなされている。
会社の資本金は中津瓦斯合併により6万円となったのち、1917年3月の増資決議でさらに6万円を追加。1919年（大正8年）12月には18万円の増資を決議している。次いで1922年（大正11年）5月11日付で恵那電力（1921年4月5日設立）を合併、資本金を20万円増の50万円とした。翌1923年（大正12年）10月27日、会社の目的からガス事業を削除し、社名も中津電気へと復元する。また同年10月中に2番目の発電所となる川上発電所が運転を開始した。以後発電所建設はなく、増資も1度もない。
1937年（昭和12年）、逓信省は小規模電気事業の整理統合を方針化し、主要事業者に対して隣接小規模事業の統合を勧奨しはじめた。これを機に全国的に事業統合が活発化していくが、岐阜県東濃地方から長野県木曽地方にかけての地域においては東邦電力の主導によって新会社中部合同電気を核に事業統合が推進されることとなった。中部合同電気の統合対象は中津電気を含む7事業であり、中津電気では1937年8月22日付で同社との間に電気供給事業譲渡に関する契約を締結。次いで10月27日開催の株主総会にて譲渡契約の承認を得るとともに、譲渡実行と同時に会社を解散する旨を決議した。そして翌1938年（昭和13年）8月1日付で事業の引継ぎを完了して中部合同電気が開業すると、同日付で中津電気は解散した。最後の決算にあたる1938年3月末時点における中津電気の供給成績は、電灯取付数1万5434灯・電力供給契約244キロワット・電熱その他供給契約60キロワット・大口電力供給契約430キロワットであった。

### 年表
- 1906年（明治39年）4月11日 - 中津川電力社が恵那郡中津町に開業[5]。
- 1908年（明治41年）4月15日 - 中津電気株式会社設立。資本金3万円[2]。4月中に中津川電力社より事業を譲り受ける[8]。
- 1909年（明治42年）5月 - 資本金を5万円へ増資[4]。
- 1913年（大正2年）4月25日 - 中津瓦斯による都市ガス供給開始[12]。
- 1916年（大正5年）11月15日 - 中津電気は中津瓦斯を合併し中津電気瓦斯株式会社へ改称。資本金6万円となる[13]。
- 1917年（大正6年）3月17日 - 6万円の増資を決議[15]。
- 1919年（大正8年）12月10日 - 18万円の増資を決議[16]。
- 1922年（大正11年）5月11日 - 恵那電力を合併[18]、資本金50万円となる[19]。
- 1923年（大正12年）10月27日 - 中津電気株式会社へと社名変更[20]。
- 1925年（大正14年）4月10日 - 落合村での事業を落合村営に移管[11]。
- 1937年（昭和12年）10月27日 - 株主総会にて中部合同電気への事業譲渡と会社解散を決議[1]。
- 1938年（昭和13年）8月1日 - 中部合同電気への事業譲渡が完了[23]。中津電気解散[3]。

## 供給区域
逓信省の資料によると、中部合同電気統合直前、1937年（昭和12年）12月末時点における供給区域は岐阜県恵那郡のうち中津町・苗木町および坂本村・阿木村の各一部であった。4町村とも現在の中津川市域に相当する。
- 坂本村のうち大井町（現・恵那市）に隣接する大字茄子川については大井町に供給する矢作水力（旧・岩村電気軌道）の供給区域に含まれた[25]。同社も中部合同電気設立に参加して岩村区域を統合しており[23]、中部合同電気では坂本村全体が供給区域に含まれる[26]。
- 阿木村の供給区域は字川上に限られた（中部合同電気時代の区域一覧による）[26]。同村での配電工事完成は1923年10月であるが[27]、このときすでに阿木村には阿木電気（1936年村営移管）が営業していた[28]。

中津電気の供給区域には恵那郡落合村（現・中津川市）が含まれた時期もあった。同村での供給開始は1916年。しかし未点灯集落の解消を目的として事業の村営化を図る動きがあり、中津電気から落合村内の電気工作物を村が買い取って1925年4月落合村営電気事業が開業した。村営化ののちも所要電力を中津電気で供給し続けていたが、1930年（昭和5年）5月契約満期を機に落合村内に発電所（落合発電所）を持つ大同電力からの受電に転換されて中津電気との関係は断たれた。
なお中津町にある王子製紙中津工場（現・王子エフテックス中津工場）は中津電気ではなく大同電力から受電していた（1937年末時点の受電高は1200キロワット）。この需給関係は1919年に当時の中央製紙が大同電力の前身木曽電気製鉄と契約したことに始まる。

## 発電所

### 大西発電所
中津電気最初の発電所は大西発電所（1927年8月の改称までは「中津発電所」）という。所在地は中津町（現・中津川市）大字中津川字高橋で、中津川の最下流部右岸、木曽川合流点の脇にある妙見山のすぐ南側に位置した。
1906年4月に旧中津川電力社の開業とともに運転を開始した。岐阜県内では4番目となる事業用水力発電所にあたる。設計は岡崎電灯岩津発電所を手掛けた技師大岡正による。主要設備は芝浦製作所製で、水車は反動型のマコーミック水車、発電機は出力60キロワットの三相交流機を備えた。2年半後の1908年（明治41年）12月、需要増加に伴い発電機を出力120キロワットのものに取り替え、翌1909年（明治41年）3月から許可を得て出力100キロワットでの発電を開始した。
以後しばらく出力100キロワットでの運転が続くが、電球を消費電力の少ないタングステン電球（発光部にタングステン線を用いる電球）に取り替えたことで中津町内以外への配電も可能となった。ただし1917年には供給力不足で電灯が規定の明るさよりも暗くなり、新規の電灯需要にも応じきれないという状況に陥っていたという。1919年（大正8年）に東濃電化が阿木川に発電所を完成させると、同社から夜間100キロワットを受電するようになった。川上発電所完成後の1924年（大正13年）9月改修工事が完了、以後発電所出力は170キロワットとなった。改修後の主要設備は電業社製フランシス水車・芝浦製三相交流発電機（容量213キロボルトアンペア・周波数60ヘルツ）各1台である。
1932年（昭和7年）8月26日に発生した「四ツ目川災害」では堰堤・取水口が破損する被害を受けた。中津電気の解散後は中部合同電気を経て中部配電へと移管され、1951年（昭和26年）最終的に中部電力へと引き継がれるが、1961年（昭和36年）7月に廃止された。廃止も洪水によって再度破損したためであった。

### 川上発電所
中津電気2番目の発電所は川上発電所である。発電所名は中部合同電気移管以降「高橋発電所」と称する。所在地は中津町大字中津川字高橋で、中津川上流部の右岸、川にかかる「川上橋」のやや下流側に位置した。
運転開始は1923年（大正12年）10月。発電所出力は510キロワットで、フォイト製フランシス水車・シーメンス製三相交流発電機（容量640キロボルトアンペア・周波数60ヘルツ）各1台を備える。1932年8月の水害では沢の崩落により発電所建屋と社宅が埋没する被害を受けた。大西発電所と同様に中部合同電気・中部配電を経て中部電力へと引き継がれたのち、1年遅れた1962年（昭和37年）3月に廃止された。